# ستانلي مكينيس
ستانلي مكينيس هو طبيب أسنان وسياسي كندي، ولد في 8 أكتوبر 1865 في سانت جون في كندا، وتوفي في 4 نوفمبر 1907 في براندون في كندا.